# X-15 (film)
Pour les articles homonymes, voir X15.
Pour plus de détails, voir Fiche technique et Distribution.
X-15 est un film américain réalisé par Richard Donner et sorti en 1961. Il s'agit du premier long métrage du réalisateur.

## Synopsis
Matt Powell, le lieutenant-colonel Brandon et le major Wilde sont pilotes d'essai de l'avion-fusée hypersonique expérimental de vol suborbital, le North American X-15. Sur la base Edwards Air Force, leurs conditions de travail sont difficiles et seule la femme de Lee Brandon assume les dangers qu'ils courent. C'est pourtant lui qui se tuera en vol, et le courage de son épouse gagnera les femmes des autres, alors que la mission continue.

## Fiche technique
Sauf indication contraire, les informations mentionnées dans cette section peuvent être confirmées par la base de données cinématographiques IMDb,  présente dans la section « Liens externes ».
- Titre : X-15
- Réalisation : Richard Donner
- Scénario : James Warner Bellah et Tony Lazzarino, d'après une histoire de Tony Lazzarino
- Musique : Nathan Scott
- Photographie : Carl E. Guthrie
- Montage : Stanley Rabjohn
- Direction artistique : Rolland M. Brooks
- Producteurs : Tony Lazzarino, Henry W. Sanicola et Frank Sinatra

Producteur délégué : Howard W. Koch
- Société de production : Essex Productions
- Distribution : United Artists (États-Unis)
- Pays d'origine :  États-Unis
- Genre : drame
- Durée : 107 minutes
- Dates de sortie : 
  - États-Unis : 22 décembre 1961
  - France : 23 mai 1962
- Affiche : Roger Soubie (France)

## Distribution
- David McLean : Matt Powell

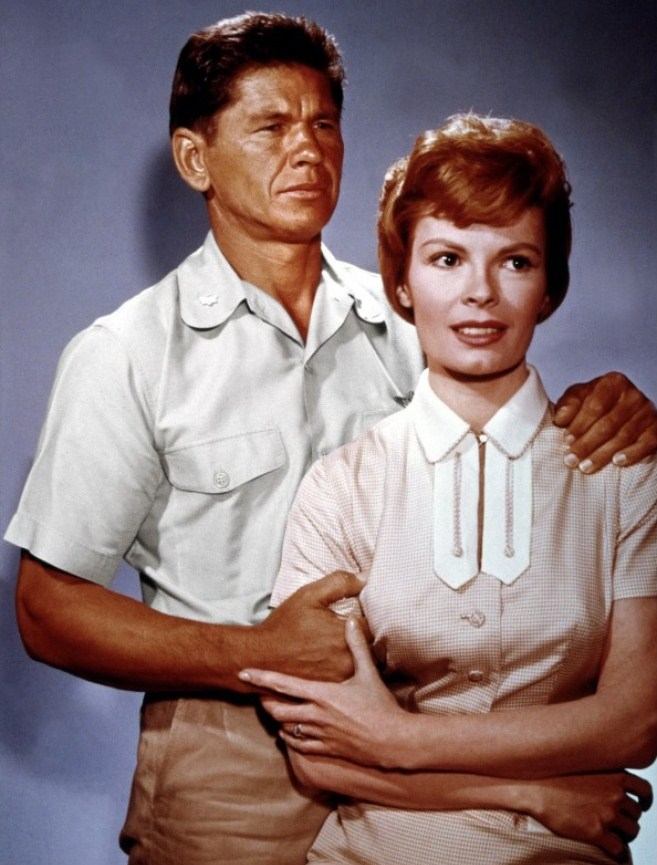
Charles Bronson et Patricia Owens

- Charles Bronson : le lieutenant-colonel Lee Brandon
- Ralph Taeger : le major Ernest Wilde
- Brad Dexter : le major Anthony Rinaldi
- Kenneth Tobey : le colonel Craig Brewster
- James Gregory : Tom Deparma
- Mary Tyler Moore : Pamela Stewart
- Patricia Owens : Margaret Brandon
- James Stewart : le narrateur

## Production
Le film devait initialement mettre en scène le programme autour du Bell X-2. Tony Lazzarino tente de monter le projet à plusieurs reprises dès 1958, sous différents titres (Exit, Time of Departure and Beyond the Unknown). Il trouve finalement du soutien auprès de Bob Hope. Lorsque la production contacte l'United States Air Force pour obtenir des archives vidéo de vols de X-2, le département de la Défense des États-Unis recommande que le tout nouveau X-15 ferait un meilleur sujet de film. Le projet est finalement financé par la société de Frank Sinatra, Essex Productions.
Le Département de la Défense des États-Unis fournit de nombreux détails et aide beaucoup la production du film. Le tournage a lieu principalement sur la Edwards Air Force Base et sur la NASA High-Speed Flight Station en Californie, avec le soutien de la NASA, de la United States Air Force et de North American Aviation. L'équipe du film obtient également l'aide de plusieurs consultants, dont le pilote Milton Orville Thompson.
La NASA fournit par ailleurs de nombreuses images d'archives de X-15, ce qui réduit les besoins d'effets spéciaux.